# V512 Андромеды
V512 Андромеды (лат. V512 Andromedae) — двойная затменная переменная звезда типа Алголя (EA) в созвездии Андромеды на расстоянии приблизительно 747 световых лет (около 229 парсеков) от Солнца. Видимая звёздная величина звезды — от +12,5m до +11,8m. Орбитальный период — около 0,7453 суток (17,888 часов).

## Характеристики
Первый компонент — жёлто-белая звезда спектрального класса F9. Радиус — около 1,17 солнечного, светимость — около 0,889 солнечной. Эффективная температура — около 5175 K.